# Газиев, Исхак
Исхак Газиев  (1896 — ?) — советский государственный деятель, народный комиссар юстиции и прокурор Узбекской ССР (1925—1926).

## Биография
Окончил 3 класса старо-методной школы.
В 1917—1918 гг. — приказчик потребительского общества в Андижане. В 1919—1920 гг. — член президиума Скобелевского уездно-городского ревкома. В 1920—1923 гг. — начальник политбюро ГПУ г. Скобелев.
- 1923—1924 гг. — председатель исполнительного комитета Андижанского уездного Совета (Ферганская область),
- 1924—1925 гг. — член Революционного комитета Узбекской ССР,
- январь-ноябрь 1924 г. — нарком—государственный прокурор Туркестанской АССР,
- 1925—1926 гг. — народный комиссар юстиции Узбекской ССР, одновременно прокурор Узбекской ССР.